# オリンパス XZ-1

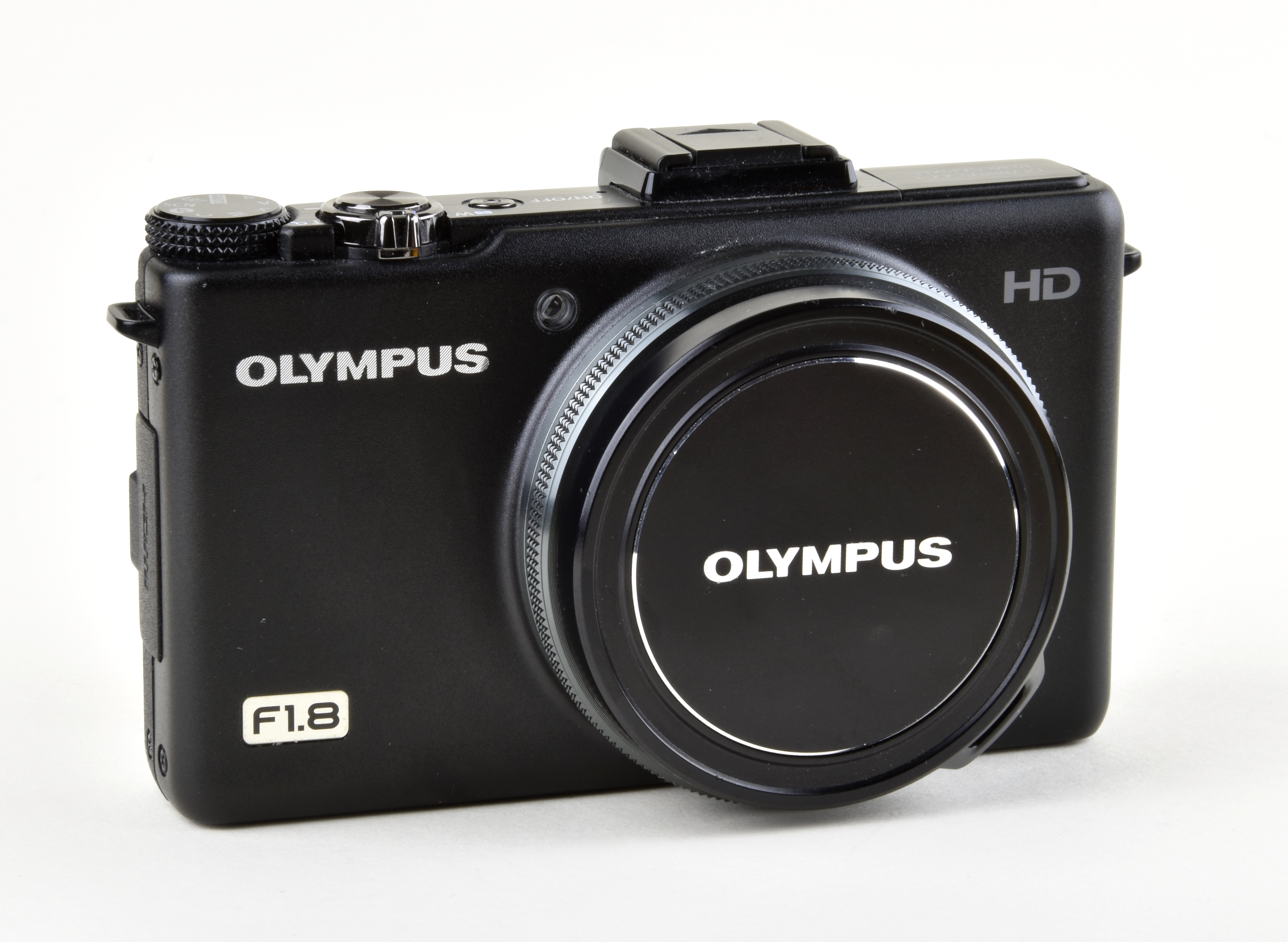
オリンパス XZ-1

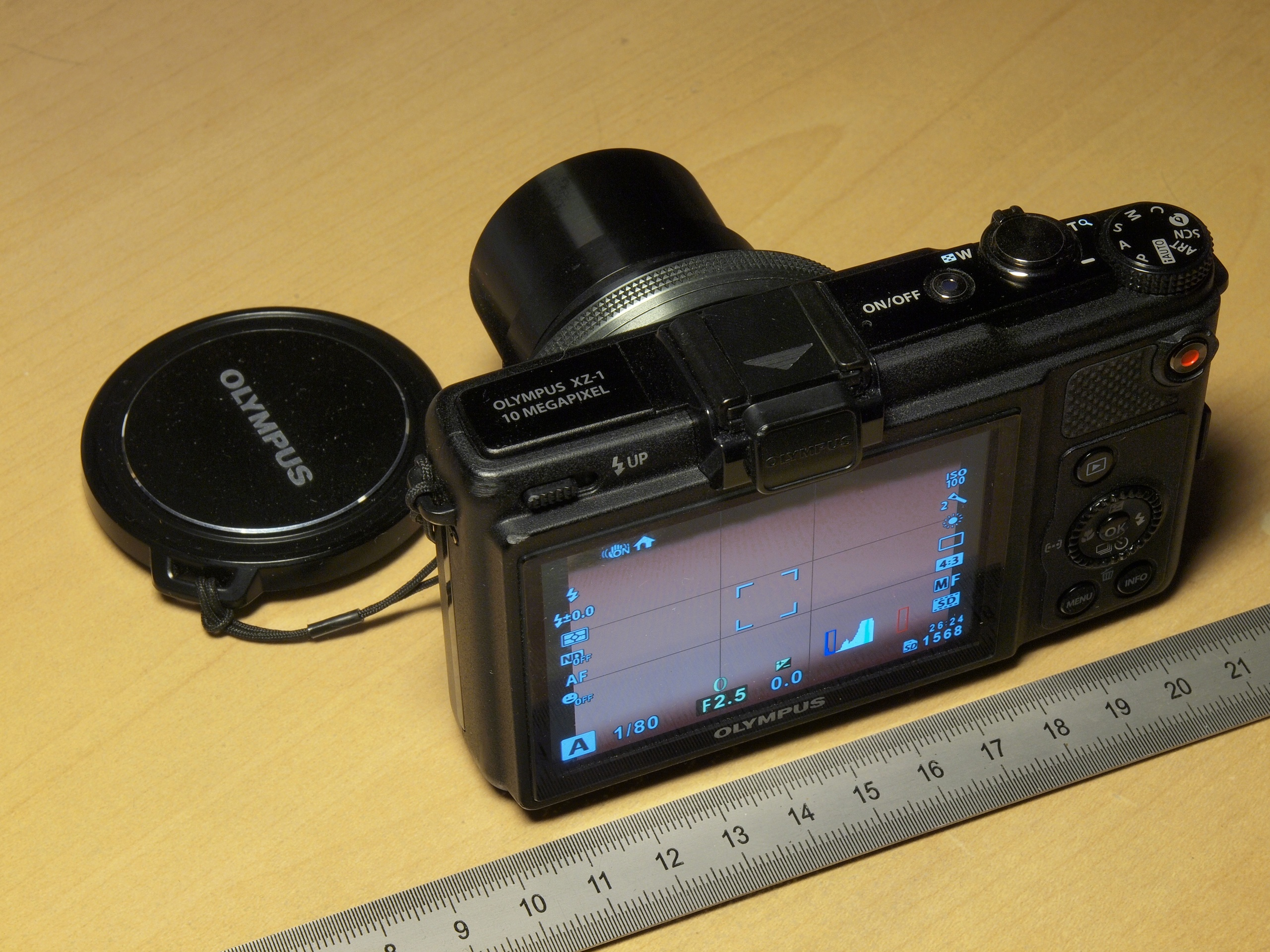
オリンパス XZ-1

オリンパス XZ-1は、オリンパスイメージングが販売する最高級コンパクトデジタルカメラ。2011年2月18日発売。

## 概要
2010年9月に開催されたフォトキナで同社のコンパクトデジタルカメラのフラッグシップモデルとして開発が発表されるとともに、モックアップが参考出品された。実際の製品は、翌2011年1月5日（現地時間）に米国で発表され、続いて1月12日には日本でも発表された。従来のオリンパスにはなかった新たなシリーズのコンパクトデジタルカメラで、機種名のXZは「Xtreme Zuiko」を意味する。
2012年9月には後継機のSTYLUS XZ-2が発表され、同年10月26日に発売が開始された。主要な変更点は、イメージセンサが1200万画素のCMOSイメージセンサに変更されたことや、背面モニターが上下可動式になったことなどである。

## 特徴
デジタル一眼シリーズ「E-システム」「OLYMPUS PEN」に採用されているZUIKO DIGITALレンズを、i.ZUIKO DIGITALレンズとしてコンパクトデジタルカメラに初めて搭載。コンパクトカメラ用に新設計したレンズは、35mm換算28-112mm相当の4倍ズームで、開放F値がF1.8（広角側）-2.5（望遠側）と明るく、これまでコンパクトデジタルカメラでは難しかった背景ぼかしなども容易になっている。
また、イメージセンサに一般のコンパクトカメラより大型で、E-10等のかつてのCAMEDIAシリーズの高級機とほぼ同じサイズである1/1.63型のCCDを採用する一方、画素数を1000万画素に抑えて画素面積を広げ、ダイナミックレンジの拡大を図っている。
プログラムAEのほか、絞り優先AE、シャッター速度優先AE、マニュアルといった多様な露出制御方式を搭載するとともに、RAW画像で記録することもでき、高度なテクニックを用いた撮影や現像も可能である。動画は、HD 720p（1280×720）やSD（640×480）での撮影が可能。
背面モニターには有機ELディスプレイを採用。さらに、電子ビューファインダーやフラッシュ等のE-システムやOLYMPUS PENシリーズのアクセサリーの一部も使用可能である。
本体色は、発売時にはブラックとホワイトの2色であった。2011年12月には、新色のチタニウムシルバーカラーの本体に、電子ビューファインダーVF-3及び自動開閉キャップLC-63Aをセットにしたプレミアムキットが3000セット限定で発売された。チタニウムシルバーカラーの本体は単独販売されておらず、プレミアムキットでのみ入手可能である。

## 仕様
| 撮像素子                          | 1/1.63型高感度CCD                                        |
| 有効画素数                        | 1000万画素                                               |
| レンズ                            | i.ZUIKO DIGITAL 6-24mm（35mm換算：28-112mm）F1.8-2.5     |
| AF方式                            | CCDコントラスト検出                                      |
| 測光方式                          | 324分割デジタルESP測光、中央部重点平均測光、スポット測光 |
| 連続撮影                          | 約2コマ/秒 高速連写時約15コマ/秒                         |
| ISO感度                           | ISO100 - ISO6400                                         |
| ホワイトバランス                  | オート / プリセット 6種/ ワンタッチ 補正可               |
| シャッター速度                    | 60秒 - 1/2000秒                                          |
| 手ブレ補正                        | CCDシフト式手ブレ補正                                    |
| ファインダー                      | なし（外付け品が別売）                                   |
| 背面モニタ                        | 3型有機EL・61万画素                                      |
| 記録媒体                          | SD/SDHCメモリーカード                                    |
| 電源                              | 専用リチウムイオン充電池 LI-50B                          |
| 本体サイズ（W×H×D）               | 110.6(W)×64.8(H)×42.3(D)mm                               |
| 質量 （電池/カード/キャップ含む） | 275g                                                     |